# Condado de Maurienne

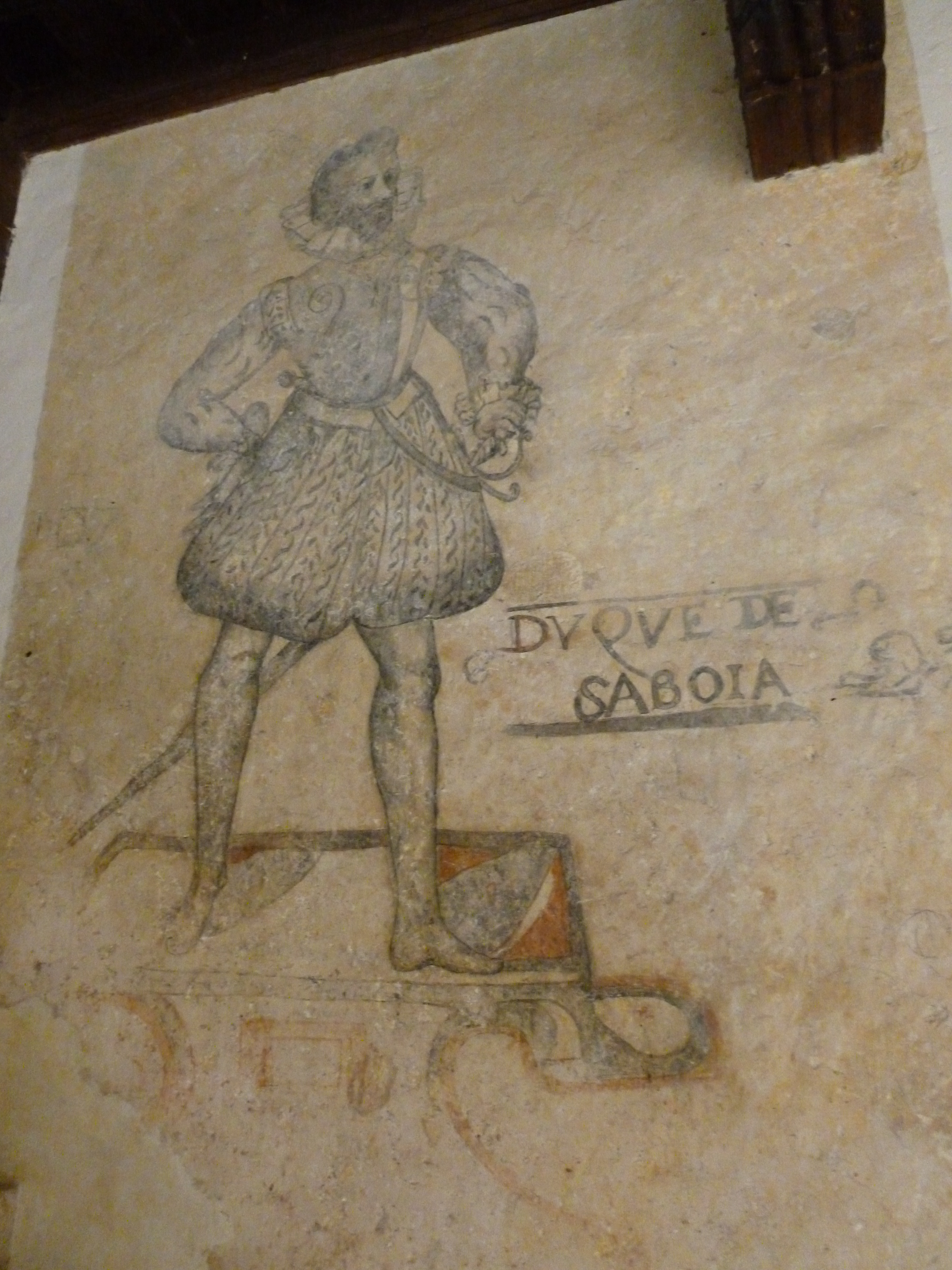
Albocàsser Saint Paul Hermitage

El condado de Maurienne ( latín : Comitatus Maurianensis; francés :Comté de Maurienne; italiano : Contea di Moriana) era un condado en el valle de Maurienne de Borgoña superior durante la Edad Media. Su capital era Saint-Jean-de-Maurienne.

## Territorio
El territorio del condado de Maurienne se extiende a lo largo del valle del Arc. Corresponde aproximadamente a la actual provincia de Maurienne, pero también en los valles intraalpinos que luego incluían el valle de Susa y Briançon. Según el historiador Camille Renaux y el archivista Jules-Joseph Vernier (1866-1925), el condado terminaba río abajo, en la entrada del valle del Arc, que corresponde al antiguo puente ubicado en la comuna de Aiton.

## Historia
En el siglo VI, el rey Gontrán I levantó la iglesia de Maurienne en una sede episcopal. En 753, Grifón fue derrotado por las fuerzas de Pipino el Breve en el valle en su camino a Italia. El condado fue otorgado a Humbert aux Mains Blanches en 1032 por su ayuda a Conrado II en las campañas italianas contra Aribert, arzobispo de Milán. Fue enterrado en la catedral de Saint-Jean. Junto con Saboya propiamente dicha (Sapaudia), este formó el núcleo del condado de Saboya que se desarrolló en los reinos de Cerdeña e Italia bajo la dinastía de Humberto. Maurienne continuó siendo notada en los títulos formales de los reyes sardos e italianos . Durante la unificación de Italia, sin embargo, el Valle de Maurienne fue cedido a la Francia de Napoleón III, donde ahora forma la comuna de Saint-Jean-de-Maurienne .
Los subordinados a los condes eran vizcondes hereditarios en Aiguebelle y La Chambre, que tenían el poder de la baja justicia sobre sus súbditos. La alta justicia, jurisdicción sobre crímenes capitales, estaba reservada a los condes. En 1240, el conde adquirió las fincas de Pierre Guigue du Villar para controlar mejor el acceso al Col de Mont Cenis. Los condes también construyeron el castillo de Hermillon, desde el cual sus castellanos podían vigilar los eventos en Saint-Jean-de-Maurienne, donde el obispo tenía autoridad secular. Los castellanos de Hermillon también exigieron peajes para los condes de los viajeros hacia y desde Mont-Cenis.

## Condes de Maurienne
El condado aparece Humberto I - de las Blancas Manos - el fundador de la Casa de Saboya, cuyos descendientes retenido el título de Conde de Maurienn. Amadeo III será el primero en utilizar oficialmente el título de conde de Saboya
Fueron condes de Maurienne:
- c.1027-c.1047: Humberto I
- c.1047-c.1051: Amadeo I hijo del anterior.
- c.1051-c.1060: Otón I hermano del precedente.
- c.1060-c.1078: Pedro I, hijo del anterior
- c.1078-1094: Amadeo II (c.1048-1094), hermano de la anterior
- 1094-1103: Humberto II (muerte en 1103), hijo del anterior
- 1103-1149: Amadeo III (c.1095-30 de agosto de 1149 ), hijo del último, murió en la Tercera Cruzada. Primero en llevar el título de Conde de Saboya , desde 1143.

Los sucesores de Amadeo III utilizan el título de conde de Saboya.